# 巧茶
巧茶（学名：Catha edulis）为卫矛科巧茶属的植物，又名阿比西尼亞茶（Abyssinian tea）、埃塞俄比亞茶（Ethiopian tea）、索馬里茶（Somali tea）、阿拉伯茶（Arabian tea）、也門茶、布希曼茶（Bushman's tea）、迷拉（miraa）、東非罌粟，或音譯作卡塔葉、卡特草（khat/qat）或恰特草（chat），分布在热带非洲、埃塞俄比亚、阿拉伯半岛以及中国大陆的海南、广西等地。東非常青灌木，葉含興奮物質卡西酮，可嚼碎食用，目前已由人工引种栽培。

## 藥性比較
資料來自權威醫學期刊《刺針》上關於常見管制藥品其傷害性及成癮性比較，包括煙、酒。数据为从业专家打分平均。

## 食用特性

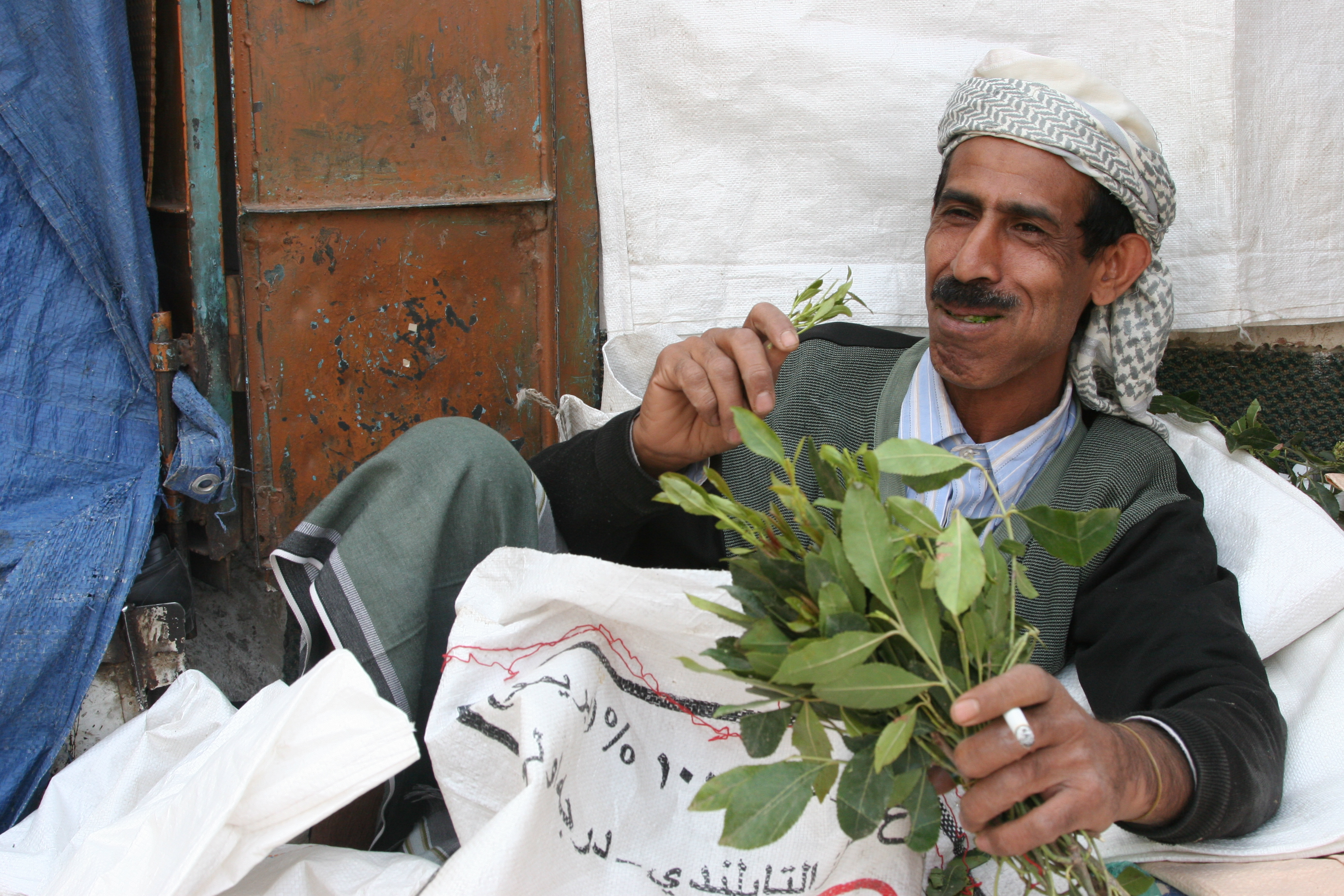
一位也门男子正在销魂忘我地咀嚼着巧茶

巧茶的原產地為埃塞俄比亞，早在13世紀當地人已經咀嚼巧茶的嫩芽和葉子來抵抗飢餓和疲勞，後來嚼巧茶的習慣傳到許多非洲和中東國家。不少學生和司機嚼食巧茶來提神醒腦，而農民和勞動者則嚼食恰特草來減輕疲勞。效果和5毫克的安非他命差不多，尤其是5片葉的巧茶更是好的品種。傳統上巧茶是一種社交用的藥物，現今也門人仍然把家中最好的房間闢為巧茶室，在那兒和親朋好友社交聚會。咀嚼巧茶使人感到思維清晰、精力充沛，覺得世界上沒有辦不到的事情。藥力退卻之後，咀嚼者多感沮喪，邏輯混亂，什麼也不想做。專家指出，長期咀嚼巧茶，可能造成厭食，甚至引發心血管疾病。世界衛生組織安娜穆瓦西說：「有高血壓的人，該停止用巧茶。」

## 化學特性
與一般山茶科的茶葉不同的是，巧茶屬植物屬於衛矛科，而恰特草的含興奮劑卡西酮（cathinone），咀嚼恰特草會上癮。
此外，卡西酮結構不太穩定，易分解成去甲偽麻黃鹼（cathine）和苯丙醇胺（norephedrine），其結構類似於安非他命和腎上腺素。因此，很多國家都將之列作興奮劑或管制藥物，嚴禁旅客攜帶阿拉伯茶入境。
在中國大陸，巧茶的有效成分卡西酮屬於國家一類精神藥品，也即該國刑法第357條所定義的“毒品”。在台灣，恰特草列管為二級毒品。
恰特草雖然有提振精神的作用，但長期嚼食會使人厭食，導致營養不良，降低人體免疫力，從而容易感染各種疾病。由於恰特草的價格非常高，埃塞俄比亞很多農民放棄種植糧食，改種恰特草。種過恰特草的土地改種其他作物收成都很差，只能繼續種恰特草。

## 化學結構

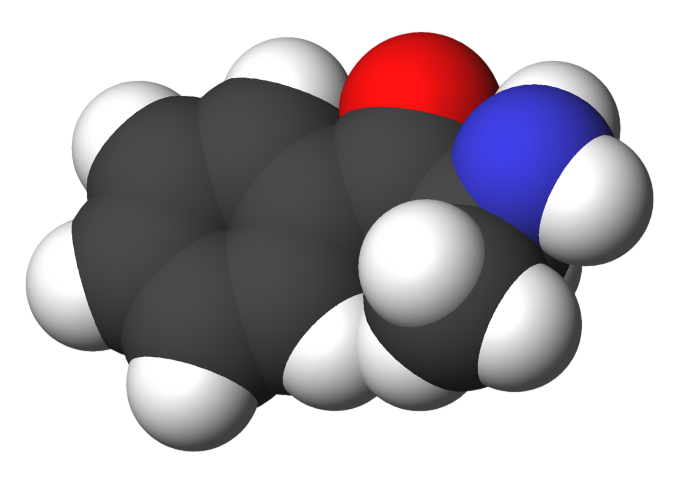
卡西酮3D結構
卡西酮
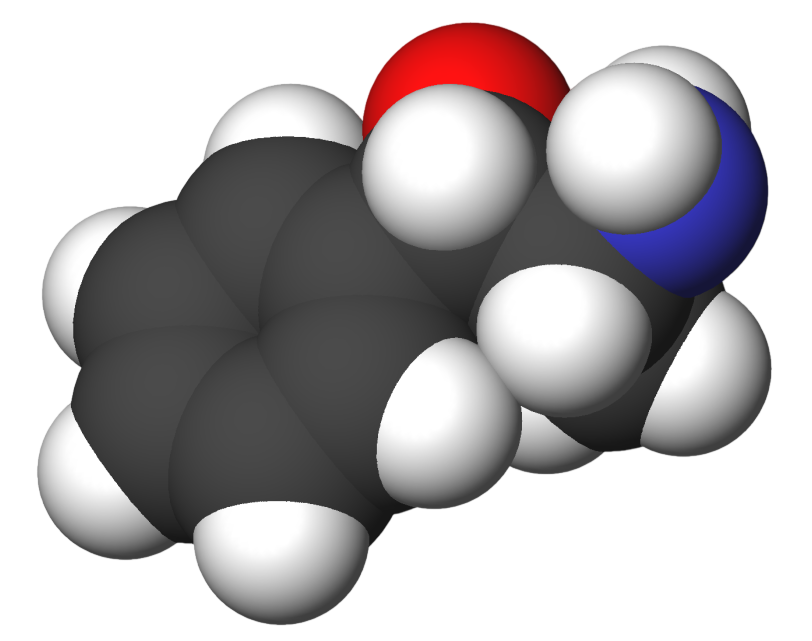
去甲偽麻黃鹼3D結構
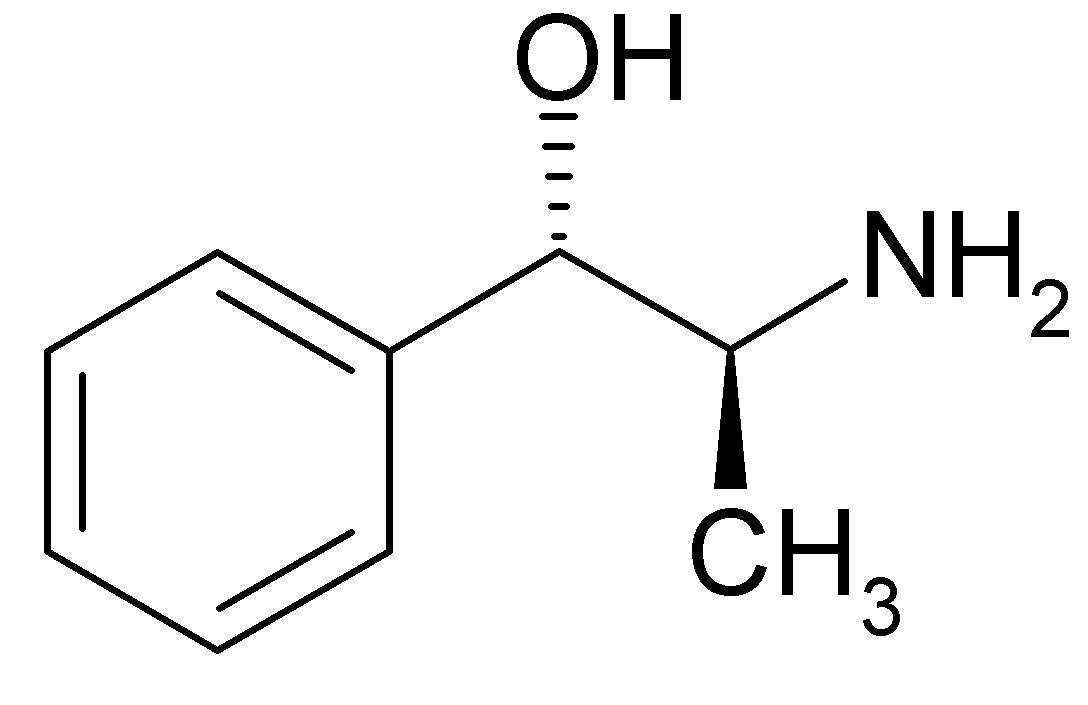
去甲偽麻黃鹼
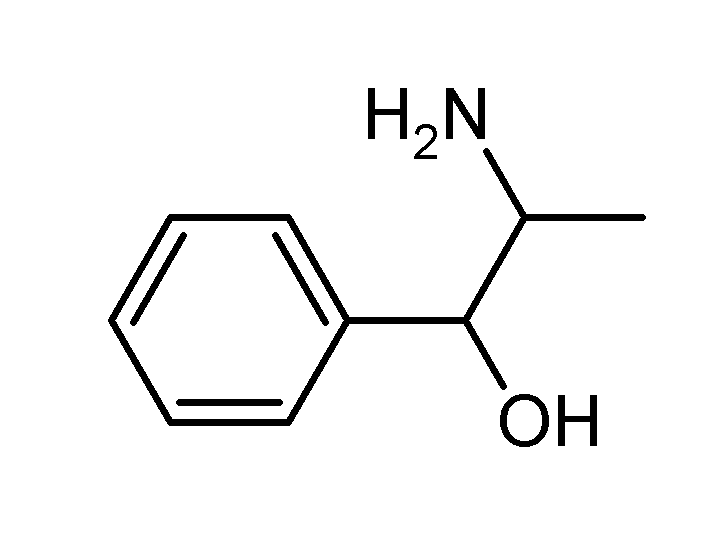
去甲麻黃鹼
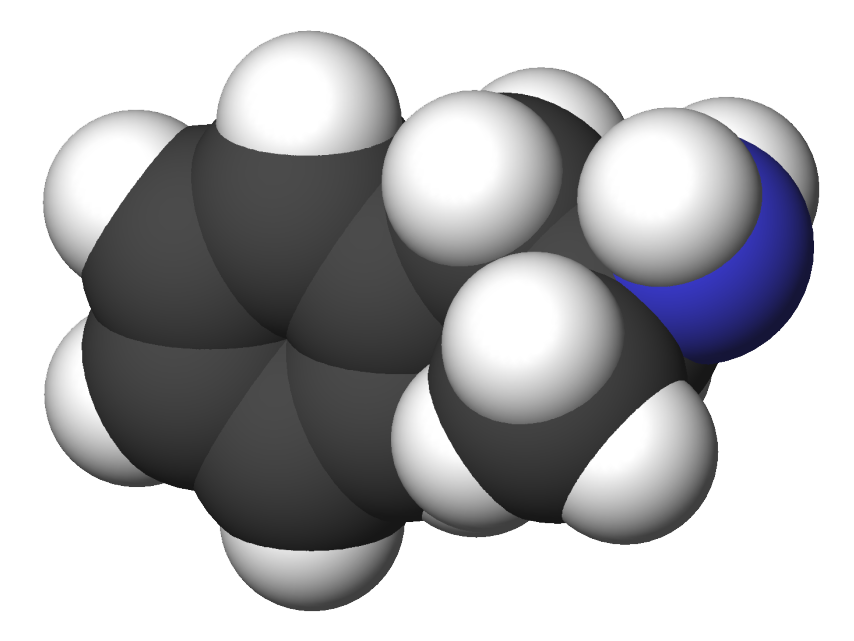
苯丙胺(安非他命)3D結構
苯丙胺(安非他命)
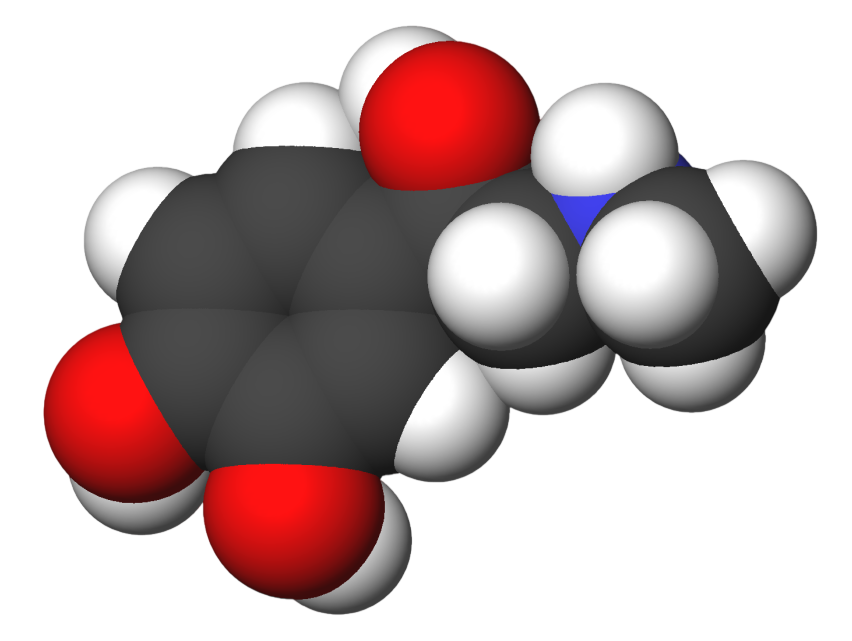
腎上腺素3D結構
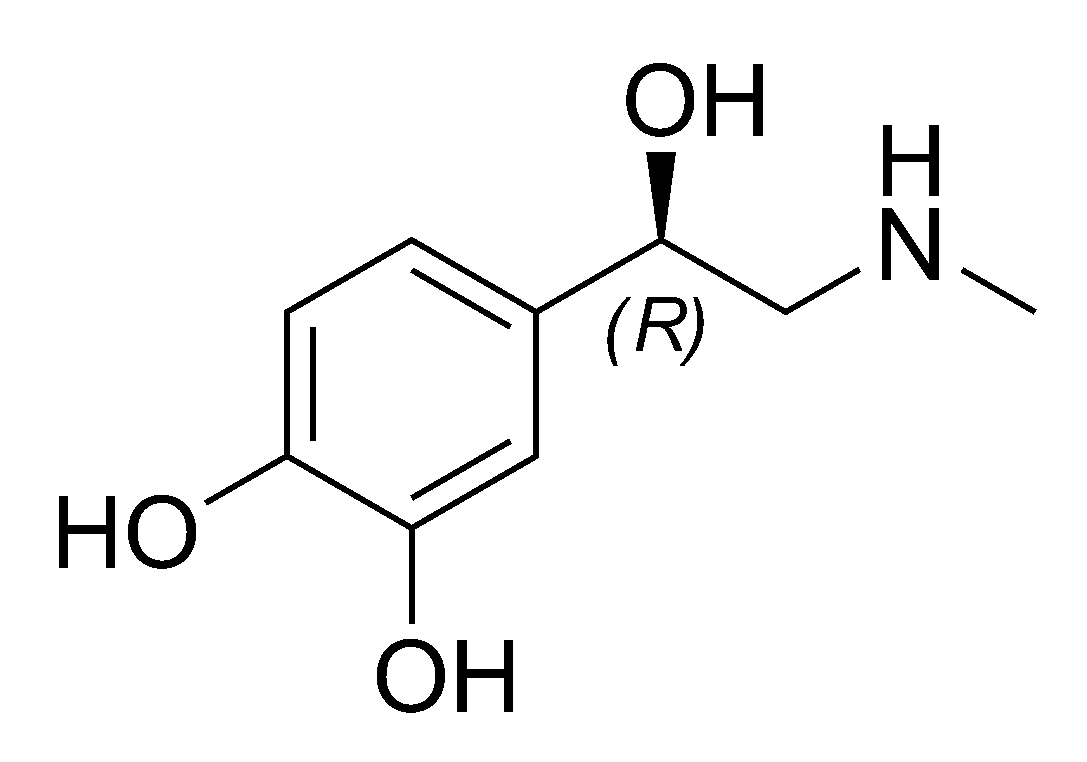
腎上腺素

## 外部連結
- Politics of Qat – The Role of a Drug in Ruling Yemen (by Peer Gatter. With a literature list on Khat/Qat) （页面存档备份，存于）
- Haaretz.com: About the Gat Juice Trend in Israel （页面存档备份，存于）
- The Gat Addiction in Israel Via Yemen （页面存档备份，存于）
- BBC News: In pictures... growing khat （页面存档备份，存于）